# サンライズマックス
サンライズマックス（欧字名:Sunrise Max、2004年4月23日 - ）は、日本の競走馬。主な勝ち鞍に2007年の中日新聞杯、2008年のエプソムカップ、2009年の小倉大賞典。
馬名の由来は、冠名＋「最大限」。

## 戦歴
2006年11月19日、京都の2歳新馬でデビュー。デビュー戦は5着だった。初勝利はデビューから4戦目、2007年1月27日の京都での3歳未勝利戦であった。次走の皐月賞トライアルである若葉ステークスで2着に入り、優先出走権を獲得。しかし本番の皐月賞ではいい所なく13着に惨敗した。
その後、半年間の休養に入り、10月に復帰。条件戦を連勝後臨んだ中日新聞杯で鮮やかな差し切り勝ちを収め、重賞タイトルを獲得した。なおこの際、鞍上のミルコ・デムーロ騎手が決勝線手前で両手を手綱から放し、俗に言う飛行機ポーズのパフォーマンスをした為、JRAから過怠金50,000円の制裁を受けるという珍事まで起きてしまった。
2008年に入り、大阪杯に出走するが10着に敗れる。続く新潟大賞典も8着だった。
その後、春競馬オーラスとなるエプソムカップに出走、レースは先行するヒカルオオゾラを直線ゴール間際で差し切って優勝。重賞2勝目を飾ると共に、横山典弘騎手にJRA重賞通算100勝目をプレゼントした。しかし、続く毎日王冠では14着と大敗した。
2009年の初戦は小倉大賞典。4か月の休養明けもものともせず鋭い伸び脚を見せ快勝。重賞3勝目を挙げた。なお、鞍上の横山典弘はこれが小倉競馬場での重賞初勝利であった。続く大阪杯では見せ場なく8着に終わった。その後、天皇賞（春）では前走の内容から10番人気と評価を落としていたが、レースでは好位から競馬を進め、最後の直線で馬場の内側から伸びて4着となった。休養を挟んで、10月11日の毎日王冠に出走したが5着に終わった。続くアルゼンチン共和国杯では中団追走から追い上げてくるものの4着に敗れた。続く鳴尾記念では先団でレースを進めたが、直線で失速し7着に敗れた。
2010年の初戦は日経新春杯。後方から追い込んでくるものの4着に敗れた。続く京都記念では見せ場なく10着に敗れた。4ヶ月の休養を挟んで6月13日のエプソムカップに出走したが、終始後方のまま12着と大敗を喫した。続く米子ステークスでは人気通りの10着と惨敗した。休養を挟んで12月11日の中日新聞杯では後方から追い込んでくるも4着だった。
2011年初戦の小倉大賞典と中京記念ではともに後方から追い込んでくるものの5着に敗れた。休養を挟んで、7月31日の小倉記念に出走したが7着に終わった。小倉日経オープンでは後方待機から直線で外から脚を伸ばし2着となった。朝日チャレンジカップではスタートで出遅れてしまい5着。12月10日の中日新聞杯では終始後方のまま16着と大敗を喫した。
2012年4月27日付けで競走馬登録を抹消され、水口乗馬クラブで乗馬となる。

## 競走成績
| 競走日     | 競馬場 | 競走名               | 格       | 距離（馬場）  | 頭 数 | 枠 番 | 馬 番 | オッズ （人気） | 着順 | タイム （上り3F） | 着差 | 騎手       | 斤量   | 1着馬（2着馬）         |
| ---------- | ------ | -------------------- | -------- | ------------- | ----- | ----- | ----- | --------------- | ---- | ----------------- | ---- | ---------- | ------ | ---------------------- |
| 2006.11.19 | 京都   | 2歳新馬              |          | 芝2000m（良） | 12    | 5     | 6     | 27.7（07人）    | 05着 | 2:05.2 (35.5)     | -1.1 | 秋山真一郎 | 55kg   | ダイワスカーレット     |
| 0000.12.10 | 阪神   | 2歳未勝利            |          | 芝2000m（良） | 15    | 4     | 7     | 16.5（05人）    | 03着 | 2:04.8 (35.7)     | -0.4 | 秋山真一郎 | 55kg   | シルバーブレイズ       |
| 2007.01.07 | 京都   | 3歳未勝利            |          | 芝1800m（稍） | 16    | 5     | 9     | 14.2（05人）    | 03着 | 1:50.5 (37.1)     | -0.3 | 秋山真一郎 | 56kg   | ウインバーディクト     |
| 0000.01.27 | 京都   | 3歳未勝利            |          | 芝2200m（良） | 16    | 4     | 7     | 04.6（03人）    | 01着 | 2:17.2 (35.0)     | -0.0 | 秋山真一郎 | 56kg   | （マンハッタンスカイ） |
| 0000.03.17 | 阪神   | 若葉S                | OP       | 芝2000m（良） | 9     | 7     | 7     | 50.4（08人）    | 02着 | 2:01.2 (35.3)     | -0.0 | 池添謙一   | 56kg   | ヴィクトリー           |
| 0000.04.15 | 中山   | 皐月賞               | JpnI     | 芝2000m（良） | 18    | 4     | 7     | 79.5（13人）    | 13着 | 2:01.1 (35.0)     | -1.2 | 池添謙一   | 57kg   | ヴィクトリー           |
| 0000.10.07 | 京都   | 3歳上500万下         |          | 芝2000m（良） | 17    | 3     | 6     | 02.3（01人）    | 01着 | 1:58.9 (34.9)     | -0.3 | 池添謙一   | 55kg   | （シゲルタック）       |
| 0000.10.21 | 京都   | 北野特別             | 1000万下 | 芝2000m（良） | 14    | 4     | 6     | 01.9（01人）    | 01着 | 1:59.9 (34.8)     | -0.2 | 池添謙一   | 55kg   | （シルクダッシュ）     |
| 0000.12.02 | 中京   | 中日新聞杯           | JpnIII   | 芝2000m（良） | 16    | 4     | 8     | 02.4（01人）    | 01着 | 1:58.5 (34.3)     | -0.1 | M.デムーロ | 53kg   | （ダイレクトキャッチ） |
| 2008.04.06 | 阪神   | 産経大阪杯           | GII      | 芝2000m（良） | 11    | 3     | 3     | 13.8（05人）    | 10着 | 1:59.9 (35.5)     | -1.2 | 池添謙一   | 57kg   | ダイワスカーレット     |
| 0000.05.10 | 新潟   | 新潟大賞典           | GIII     | 芝2000m（良） | 16    | 7     | 14    | 04.2（02人）    | 08着 | 1:59.1 (32.5)     | -0.6 | 池添謙一   | 55kg   | オースミグラスワン     |
| 0000.06.15 | 東京   | エプソムC            | GIII     | 芝1800m（良） | 18    | 6     | 12    | 07.5（04人）    | 01着 | 1:45.9 (34.8)     | -0.1 | 横山典弘   | 56kg   | （ヒカルオオゾラ）     |
| 0000.10.12 | 東京   | 毎日王冠             | GII      | 芝1800m（良） | 16    | 8     | 16    | 30.3（08人）    | 14着 | 1:46.0 (34.0)     | -1.4 | 藤田伸二   | 57kg   | スーパーホーネット     |
| 2009.02.07 | 小倉   | 小倉大賞典           | GIII     | 芝1800m（良） | 16    | 1     | 2     | 13.8（07人）    | 01着 | 1:44.9 (34.0)     | -0.1 | 横山典弘   | 57kg   | （ヤマニンキングリー） |
| 0000.04.05 | 阪神   | 産経大阪杯           | GII      | 芝2000m（良） | 12    | 3     | 3     | 13.4（05人）    | 08着 | 2:00.5 (34.8)     | -0.8 | 岩田康誠   | 57kg   | ドリームジャーニー     |
| 0000.05.03 | 京都   | 天皇賞（春）         | GI       | 芝3200m（良） | 18    | 1     | 1     | 45.8（10人）    | 04着 | 3:14.7 (34.6)     | -0.3 | 福永祐一   | 58kg   | マイネルキッツ         |
| 0000.10.11 | 東京   | 毎日王冠             | GII      | 芝1800m（良） | 11    | 8     | 10    | 18.8（06人）    | 05着 | 1:46.0 (33.4)     | -0.7 | 岩田康誠   | 57kg   | カンパニー             |
| 0000.11.08 | 東京   | アルゼンチン共和国杯 | GII      | 芝2500m（良） | 18    | 7     | 14    | 09.6（05人）    | 04着 | 2:31.3 (33.9)     | -0.4 | 横山典弘   | 57.5kg | ミヤビランベリ         |
| 0000.12.05 | 阪神   | 鳴尾記念             | GIII     | 芝1800m（良） | 14    | 6     | 10    | 07.3（03人）    | 07着 | 1:47.0 (33.8)     | -0.5 | 横山典弘   | 56kg   | アクシオン             |
| 2010.01.17 | 京都   | 日経新春杯           | GII      | 芝2400m（良） | 12    | 4     | 4     | 04.4（03人）    | 04着 | 2:25.2 (35.5)     | -0.8 | 武豊       | 57.5kg | メイショウベルーガ     |
| 0000.02.20 | 京都   | 京都記念             | GII      | 芝2200m（良） | 13    | 2     | 2     | 16.8（04人）    | 10着 | 2:15.7 (34.1)     | -1.3 | 武豊       | 57kg   | ブエナビスタ           |
| 0000.06.13 | 東京   | エプソムC            | GIII     | 芝1800m（良） | 18    | 8     | 16    | 10.8（06人）    | 12着 | 1:46.9 (34.8)     | -0.8 | 横山典弘   | 56kg   | セイウンワンダー       |
| 0000.07.04 | 阪神   | 米子S                | OP       | 芝1600m（良） | 18    | 7     | 15    | 18.1（10人）    | 10着 | 1:34.6 (35.8)     | -0.8 | 小牧太     | 57.5kg | タマモナイスプレイ     |
| 0000.12.11 | 小倉   | 中日新聞杯           | GIII     | 芝2000m（良） | 18    | 8     | 18    | 53.7（13人）    | 04着 | 1:59.7 (33.9)     | -1.0 | 福永祐一   | 57kg   | トゥザグローリー       |
| 2011.02.05 | 小倉   | 小倉大賞典           | GIII     | 芝1800m（良） | 16    | 5     | 9     | 13.1（05人）    | 05着 | 1:45.5 (34.2)     | -0.2 | 武幸四郎   | 57kg   | サンライズベガ         |
| 0000.03.20 | 小倉   | 中京記念             | GIII     | 芝2000m（稍） | 16    | 7     | 14    | 06.7（03人）    | 05着 | 2:01.0 (36.8)     | -1.0 | 福永祐一   | 57kg   | ナリタクリスタル       |
| 0000.07.31 | 小倉   | 小倉記念             | GIII     | 芝2000m（良） | 18    | 2     | 3     | 20.1（10人）    | 07着 | 1:57.8 (35.6)     | -0.5 | 小牧太     | 57kg   | イタリアンレッド       |
| 0000.08.21 | 小倉   | 小倉日経OP           | OP       | 芝1800m（重） | 10    | 8     | 9     | 04.4（02人）    | 02着 | 1:47.7 (35.6)     | -0.0 | 小牧太     | 58kg   | ガンダーラ             |
| 0000.09.10 | 阪神   | 朝日チャレンジC      | GIII     | 芝2000m（良） | 9     | 7     | 7     | 07.2（04人）    | 05着 | 1:59.7 (34.1)     | -0.1 | 小牧太     | 56kg   | ミッキードリーム       |
| 0000.12.10 | 小倉   | 中日新聞杯           | GIII     | 芝2000m（稍） | 18    | 8     | 18    | 37.1（09人）    | 16着 | 2:00.9 (36.2)     | -1.3 | 小牧太     | 57kg   | コスモファントム       |

## 血統表
| サンライズマックスの血統（サンデーサイレンス系 / Northern Dancer 5×4=9.38%、Princely Gift 5×5=6.38%） | サンライズマックスの血統（サンデーサイレンス系 / Northern Dancer 5×4=9.38%、Princely Gift 5×5=6.38%） | サンライズマックスの血統（サンデーサイレンス系 / Northern Dancer 5×4=9.38%、Princely Gift 5×5=6.38%） | （血統表の出典）        | （血統表の出典） |
| 父 ステイゴールド 1994 黒鹿毛                                                                         | 父の父* サンデーサイレンス Sunday Silence 1986 青鹿毛                                                 | Halo                                                                                                  | Hail to Reason          | Hail to Reason   |
| 父 ステイゴールド 1994 黒鹿毛                                                                         | 父の父* サンデーサイレンス Sunday Silence 1986 青鹿毛                                                 | Halo                                                                                                  | Cosmah                  |                  |
| 父 ステイゴールド 1994 黒鹿毛                                                                         | 父の父* サンデーサイレンス Sunday Silence 1986 青鹿毛                                                 | Wishing Well                                                                                          | Understanding           | Understanding    |
| 父 ステイゴールド 1994 黒鹿毛                                                                         | 父の父* サンデーサイレンス Sunday Silence 1986 青鹿毛                                                 | Wishing Well                                                                                          | Mountain Flower         |                  |
| 父 ステイゴールド 1994 黒鹿毛                                                                         | 父の母ゴールデンサッシュ 1988 栗毛                                                                    | * Dictus                                                                                              | Sanctus                 | Sanctus          |
| 父 ステイゴールド 1994 黒鹿毛                                                                         | 父の母ゴールデンサッシュ 1988 栗毛                                                                    | * Dictus                                                                                              | Doronic                 |                  |
| 父 ステイゴールド 1994 黒鹿毛                                                                         | 父の母ゴールデンサッシュ 1988 栗毛                                                                    | ダイナサッシュ                                                                                        | * Northern Taste        | * Northern Taste |
| 父 ステイゴールド 1994 黒鹿毛                                                                         | 父の母ゴールデンサッシュ 1988 栗毛                                                                    | ダイナサッシュ                                                                                        | * Royal Sash            |                  |
| 母 グリーンヒルマック 1999 鹿毛                                                                       | 母の父* ダンシングブレーヴ Dancing Brave 1983 鹿毛                                                    | Lyphard                                                                                               | Northern Dancer         | Northern Dancer  |
| 母 グリーンヒルマック 1999 鹿毛                                                                       | 母の父* ダンシングブレーヴ Dancing Brave 1983 鹿毛                                                    | Lyphard                                                                                               | Goofed                  |                  |
| 母 グリーンヒルマック 1999 鹿毛                                                                       | 母の父* ダンシングブレーヴ Dancing Brave 1983 鹿毛                                                    | Navajo Princess                                                                                       | Drone                   | Drone            |
| 母 グリーンヒルマック 1999 鹿毛                                                                       | 母の父* ダンシングブレーヴ Dancing Brave 1983 鹿毛                                                    | Navajo Princess                                                                                       | Olmec                   |                  |
| 母 グリーンヒルマック 1999 鹿毛                                                                       | 母の母マックスフリート 1987 芦毛                                                                      | *ダンサーズイメージ                                                                                   | Native Dancer           | Native Dancer    |
| 母 グリーンヒルマック 1999 鹿毛                                                                       | 母の母マックスフリート 1987 芦毛                                                                      | *ダンサーズイメージ                                                                                   | Noors Image             |                  |
| 母 グリーンヒルマック 1999 鹿毛                                                                       | 母の母マックスフリート 1987 芦毛                                                                      | ヒカリホマレ                                                                                          | * テスコボーイ          | * テスコボーイ   |
| 母 グリーンヒルマック 1999 鹿毛                                                                       | 母の母マックスフリート 1987 芦毛                                                                      | ヒカリホマレ                                                                                          | ヒカルオーバー F-No.5-h |                  |

- 祖母は東海競馬の最強牝馬と謳われたマックスフリート、祖母の半弟にダービーグランプリを勝ったナリタホマレ、叔父に白山大賞典やマーキュリーカップなどを勝ったミラクルオペラがいる。
- 半弟にグリーンストーン（2006年生、父・コロナドズクエスト、31戦13勝[4]）と全日本2歳優駿勝ち馬のビッグロマンス（2008年生、父・グラスワンダー）がいる。